# 王猛 (少将)
王猛（1920年5月29日—2007年6月29日），原名王宝田，字效孟，河北盐山县大赵家庄人，中国人民解放军少将。

## 生平
生于一个上中农家庭。祖父王毓春是前清的秀才做私塾先生，父亲王升泰毕业于师范学校做小学教师。十岁那年丧父。1934年考为高小插班生，免学费，伙食学生分摊。十五岁时，长辈分家，和弟弟跟着祖父、母亲度日，家境更为艰难。1937年初考国民革命军第二十九军无线电学员未录取，又考29军学兵亦未成，托一位远门舅父的关系介绍到高树勋部去谋事，又遭拒绝。
1937年9月27日，日军飞机第一次轰炸了盐山县城。1937年9月30日辞别家人走出故乡的小村庄，南下前往山东乐陵县县城，投奔在乐陵时任冀鲁边华北民众抗日救国会政治部长，以前的高小校长周砚波老师（党外开明人士，后来任盐山县抗日民主政府的县长、冀南第六专署秘书主任、渤海区副参议长等职），推荐王猛到救国会下属的华北民众抗日救国军总指挥部稽查处当秘书。这一天是1937年10月1日，王猛正式参加革命。为了使救国军合法化，1937年底改番号为国民政府军事委员会别动总队第三十一游击支队，邢仁甫、王昭明为司令，但实际仍由共产党领导。1938年1月，经范景云(1942年12月乐陵县县大队政委范景云牺牲)介绍，加入了中国共产党。1938年3月开始，三十一支队东征西讨，先后取得了收复盐山、攻克无棣、乐陵的胜利，初步建立了西至董村，东至庆云，包括盐山南部和乐陵大部的根据地。三十一支队扩大到近两千人，支队政治部主任周玉峰（即文革人物关锋）。1938年3月王猛被任命为特务营政治教导员。1938年8月，萧华带领八路军东进纵队到达冀鲁边，驻乐陵，王猛所在的三十一支队被编为八路军东进纵队兰州支队，王猛任一营二连指导员。1938年10月主动要求到东进纵队军政学校受训。开设的课程有中国革命史和《论持久战》等理论学习，又有非常实际的部队与地方工作指导，萧华司令员讲形势，宣传部长讲政治工作，组织部长讲党的工作，敌工部长和锄奸部长讲敌军工作，是王猛成长道路上提高军政素质的大事。1939年春，任教导营（东进纵队军政学校改编）军事队指导员，营长朱子伟（陕北老红军，1947年在军分区司令员任上病逝），教导员杨俊生。1939年5月，日军偷袭教导营，王猛第一次与日军面对面拼刺刀。1940年教导营撤销，教导员杨俊生调任东进纵队老五团任团政委，破格任用王猛任老五团二营教导员，二营长齐丁根。老五团前身是北伐时的叶挺独立团，参加八一南昌起义，1928年随朱德上井冈山编为红四军第二十八团，1933年6月编为红一军团第二师第五团，获“中国工农红军模范红五团”称号。后为八路军一一五师343旅685团。后685团二营分为两部分，分别是东进纵队五支队部和五团团部。老五团连干部大部分是老红军，副营长以上清一色长征老革命。老五团后来沿革为第十六军第47师第139团。1940年10月老五团改编为鲁西军区教导三旅第七团。1944年，调任冀鲁豫二分区基干团政治处主任、代理政委。1944年12月，基干团一部扩编为冀鲁豫八分区（原二分区）第六团，任六团政治处主任。王猛在抗日战争中三次负伤，两耳鼓膜震裂，对高频音失听。
1945年8月20日，所在部队编入晋冀鲁豫野战军第一纵队，纵队司令员杨得志/杨勇，政委是苏振华，王猛任一纵二师第六团政治处主任。1949年3月一纵改编为二野第五兵团（司令杨勇，政委是苏振华）第十六军，军长尹先炳，政委王辉球，参谋长杨俊生。王猛任第46师（师长齐丁根，政委范阳春）第136团（老五团）政委，团长是赵阳。1949年9月，向西南进军，王猛被任命为第46师政治部主任。
1951年2月，第16军奉命离开四川，北上准备赴朝鲜，第一站在湖南新晃县整顿待命；4月开赴第二站河北晋县。一路北上同时战备和政治动员。1951年5月，46师政委范阳春调任16军政治部主任，王猛接任46师政委。1951年6月和9月，毛泽东在北京分别接见16军政委陈云开、军长尹先炳，要求16军的军部要成为陆海空联合指挥所，军部领导人要自学一些海空指控知识。1951年9月下旬，46师进驻吉林省通化地区三源浦、五道沟、柳河一线，进入临战状态，随时准备入朝。1951年12月初，46师调往安东四道沟至庄河一线，担负二百五十余公里的海防任务。1952年6月起16军换装为苏式重装军，每个师从三团配置增为五团配置，辖三个步兵团、一个炮兵团、一个坦克团，还有师直工兵营、通信营、防化连、喷火连、警卫连、侦察连、汽车营、高炮营。16军跳舞问题导致后来发展为更为严重问题。王猛因为反对跳舞，被送南京军事学院学习。以认真的演习态度和优异的演习成绩成为军事学院的优秀学员，1954年在南京军事学院荣立二等功。1955年2月带着“德才优秀”的鉴定毕业，总干部部常务副部长赖传珠正在为总政下属的长春第二政治学校（正军级单位）物色干部，第二政治学校是由原第五、第六政治学校合并成立，1955年2月王猛被任命为学校政治部主任。1955年12月，南京解放军政治师范学校校长兼政委李曼村任第二政治学校校长兼政委。1960年王猛升任第二政校副政委兼政治部主任。1961年4月，第二政校校长兼政委李曼村调任总政治部宣传部副部长，副校长赵炳伦任校长并晋升少将军衔。王猛升任政治委员，成为正军职干部。没几个月，军委决定第二政校与哈尔滨军事工程学院防化系合并组建中国人民解放军防化兵工程学院。1961年10月，防化工程学院组建完毕。此时总干部部准备将王猛调到长沙政治学校任政委，沈阳军区政委赖传珠把王猛留下，1962年2月出任驻通化的第三十八军副政委兼政治部主任，高职低配。军长邓岳，政委任荣，参谋长刘海清。为了减轻国家负担，使战士们能基本吃饱，38军已经把大部分精力用在了生产上。常年埋头生产、疏于军事训练的状况与担负军委战备值班任务的矛盾，指出提高军事素质的紧迫性。1964年8月沈阳军区把任荣调出38军，然后把刚刚下令调出的副政委于敬山调回来当政委，邓岳任第一书记，于敬山任第二书房，王猛任副书记。1964年，王猛、李光军、于敬山同年晋升少将。不久，沈阳军区调整了38军军长的人选，调64军军长李光军接替邓岳。1965年沈阳军区领导对38军的评价是：部队问题不少，进步不快，长期居于“中间偏后”的状态。军政委于敬山又在1966年春夏之交调到军委炮兵工作。1966年12月升任三十八军政委，1967年2月率部调防保定，以“铁板一块”面貌卷入当地文革。1970年年底，王带头批判陈伯达，获得毛泽东和周恩来的赞赏，不久升任北京军区副政委。1971年7月，王被任命为国家体委主任。1981年，王调任广州军区政委，1985年离休。
曾荣获二级独立自由勋章、二级解放勋章、中国人民解放军独立功勋荣誉章和中华人民共和国体育工作荣誉奖章。